# بشار المصري
بشار المصري (1961-) هو رجل أعمال فلسطيني، ولد ونشأ في مدينة نابلس، يحمل الجنسية الأمريكية، حاصل على درجة البكالوريوس في الهندسة الكيميائية من جامعة فرجينيا بولينكنيك في والولايات المتحدة الأمريكية. عام 1983. يشغل منصب رئيس مجلس إدارة مجموعة مسار العالمية.

## حياته العملية
بدأ بشار المصري حياته العملية في مدينة واشنطن العاصمة الأمريكية. عاد في منتصف التسعينيات إلى مدينة رام الله واستقر فيها، وعمل على تأسيس وإنشاء أول صحيفة فلسطينية يومية وهي جريدة الأيام. وهو صاحب رؤية مدينة روابي أول مدينة نموذجية في فلسطين. عام 2021، أطلق المصري مشروع لنا القدس في شرق المدينة المقدسة لخدمة الفلسطينين من سكان القدس. قاد بشار المصري عدداً من المبادرات الهامة على الصعيد الإقليمي بما في ذلك المشاريع العقارية الإستثمارية للطبقة محدودة الدخل، ومتوسطة الدخل في المغرب، ومشاريع تجارية وعقارات سكنية في الأردن، ومشروع سياحي عقاري في مصر. لبشار المصري دور أساسي في إنشاء شركات فلسطينية جديدة في مجالات الصحافة والخدمات المالية والإتصالات، والإعلانات والمعلومات، ولعب دورا محوريا في تأسيس أول صندوق إستثماري مخصص لنمو القطاع الخاص الفلسطيني.

## مناصبه
تقلد رجال الأعمال بشار المصري مناصب كثيرة ومتعددة منها:
- الرئيس التنفيذي لشركة مسار العالمية، التي تشارك في مجموعة من الأنشطة التجارية في جميع أنحاء الشرق الأوسط، بالإضافة إلى شمال أفريقيا، وشرق أوروبا.
- المؤسس والمدير التنفيذي لشركة بيتي بالشراكة بين الديار القطرية للاستثمار العقاري ومسار العالمية،
- رئيس مجلس إدارة باديكو القابضة.
- نائب رئيس مجلس إدارة مجموعة الإتصالات الفلسطينية.

## نشاطاته ومساهماته
أختير المصري قائدا عالميا للغد من قبل المنتدى الاقتصادي العالمي، وصنف حسب مجلة فورتشن العالمية عام 2018، ضمن افضل 50 قائدا في العالم، وتم تقديمه في إحدى حلقات برنامج 60 دقيقة العالمي الشهير على قناة CBS الأمريكية. يكرس بشار المصري وقتا كبيراً في مجال الخدمة الإجتماعية وعضوية مجالس إدارة العديد من المؤسسات العامة والخاصة منها:
- عضو مجلس إستشاري لمؤسسة تمويل التنمية الدولية (DFC).
- عضو مجلس عمداء كلية جون كينيدي للدراسات الحكومية في جامعة هارفارد.
- عضو مجلس امناء جامعة النجاح الوطنية، نابلس.
- عضو اللجنة الاولمبية الفلسطينية، ورئيس الاتحاد الفلسطيني للشطرنج.